# Bogidiella semidenticulata
Bogidiella semidenticulata is een vlokreeftensoort uit de familie van de Bogidiellidae. De wetenschappelijke naam van de soort is voor het eerst geldig gepubliceerd in 1962 door Meštrov.